# تورک‌فلایت
تورک‌فلایت (انگلیسی: TorqueFlite) نام تجاری ثبت‌شده برای جعبه‌دنده‌های خودکار ساخت شرکت سهامی کرایسلر است که اولین بار در قالب یک واحد سه سرعته در مدل سال ۱۹۵۶ و به‌عنوان جانشینی برای جعبه‌دندهٔ دو سرعتهٔ پاورفلایت کرایسلر معرفی شد. در دههٔ ۱۹۹۰ استفاده از نام تورک‌فلایت جهت کاربرد ترکیب‌های نام‌گذاری الفبایی-شماره‌ای متوقف شد، اگرچه این نام بواسطهٔ جعبه‌دنده‌های ۸ سرعتهٔ خودکار اخیر مبتنی بر طراحی زداف احیا شد.